# Claudio Negri
Claudio Negri (Salvador de Bahia, 15 aprile 1985) è un cestista e allenatore di pallacanestro italiano.
Ha vinto due scudetti 3x3 (circuito FISB Streetball) nel 2016 con Pavia e nel 2018 con Cremona.
Ha disputato 27 partite con la Nazionale Italiana 3x3, partecipando ai Giochi europei 2015 e al Campionato mondiale di pallacanestro 3x3 2016.
Nel 2025 è allenatore del Team Rome, squadra della Nazionale italiana 3x3.